# Mycetophila telei
Mycetophila telei är en tvåvingeart som beskrevs av Zaitzev 1999. Mycetophila telei ingår i släktet Mycetophila och familjen svampmyggor. Inga underarter finns listade i Catalogue of Life.